# Ataque de hackers ao governo brasileiro em 2011
O ataque de hackers ao governo brasileiro em 2011 foi um ataque maciço de hackers contra instituições do governo brasileiro em junho de 2011. Os ataques foram feitos contra os sites da Presidência da República, do Portal Brasil, da Receita Federal, da Petrobras, do Ministério do Esporte, do Instituto Brasileiro de Geografia e Estatística (IBGE) e do Ministério da Cultura. Os serviços dos sites ficaram indisponíveis e dados do governo podem ter sido roubados. Além disso, os hackers colocaram no site do IBGE uma imagem em forma de olho e se identificaram como um grupo político.
O governo reagiu tirando os sites do ar e acionando a Polícia Federal. O grupo de hackers deixou a seguinte mensagem no site do IBGE: "O governo vivenciará o maior número de ataques de natureza virtual na sua história feito pelo Fail Shell". O nome do grupo que fez esse deface é Fail Shell. Já o outro grupo é o Lulz Security e seus membros já haviam feito ataques a sites internacionais como o da CIA e o da Sony. Seu ramo no Brasil se chama LulzSecBrazil. A BBC obteve uma entrevista exclusiva com seu representante, segundo o qual o grupo é formado por hackers de diversos países com o objetivo de defender as pessoas comuns contra governos opressores.
Eles também protestam contra políticas de copyright como a da Apple Inc., que disponibiliza livros digitais para leitura com custos para os usuários, exigindo propriedade intelectual em serviços que poderiam difundir livremente o conhecimento. Além disso, o grupo atacou a polícia do Arizona por causa de suas manifestações racistas e xenófobas contra os imigrantes mexicanos nos EUA. O grupo atacará quaisquer leis e instituições corruptas, disse seu porta-voz.
A onda de ataques teve prosseguimento e inúmeros outros sites do governo foram atacados. O portal G1 analisou os ataques e concluiu o seguinte:
- as informações mentirosas são:

1. que dados confidenciais de políticos foram roubados;
2. que a Petrobras teve seu site invadido;
3. que o grupo obteve tabelas de repasses de valores para as obras da Copa de 2014 e das Olimpíadas de 2016 e
4. que sites importantes do governo tiveram dados roubados;

- as informações verdadeiras são:

1. que os sites realmente caíram por ataque de negação de serviço;
2. que alguns dados públicos foram acessados;
3. que senhas não-criptografadas do Ministério da Cultura foram acessadas e
4. que o site do IBGE teve dados roubados.

Dessa forma, ou os dados eram de acesso público ou as informações do grupo são inconsistentes.